# Ribafria
Ribafria is een plaats (freguesia) in de Portugese gemeente Alenquer en telt 974 inwoners (2001).